# Simon Shaw
Simon Dalton Shaw MBE (* 1. September 1973 in Nairobi, Kenia) ist ein englischer Rugby-Union-Spieler. Er spielt als Zweite-Reihe-Stürmer für die englische Nationalmannschaft und den Wasps RFC.
Shaw gab bereits mit 17 Jahren sein Debüt für Bristol Rugby in der English Premiership. 1996 wurde er erstmals in der Nationalmannschaft eingesetzt. Zuvor hatte man ihn in den Kader zur Weltmeisterschaft 1995 nominiert, jedoch konnte er aufgrund einer Knieverletzung nicht an dem Turnier teilnehmen. Seit seinem Debüt gehört er zur Stammformation Englands und wurde zwei Mal für die British and Irish Lions nominiert. Jedoch ist seine Karriere mit zahlreichen Verletzungen versehen, so dass er trotz seiner langen Laufbahn „erst“ 50 Einsätze für die Nationalmannschaft absolviert hat.
Im Jahr 2000 gelang Shaw als erstem Zweite-Reihe-Stürmer in der Geschichte der englischen Meisterschaft ein Dropgoal. Im Juni 2001 erzielte er seine beiden einzigen Versuche für England, beide im Spiel gegen Kanada. Er war Teil des englischen Kaders zur Weltmeisterschaft 2003 und konnte am Ende den WM-Sieg feiern, jedoch kam er zu keinem Einsatz während des Turniers. Im selben Jahr wurde er erstmals Vater, es folgten bislang zwei weitere Kinder.
Im Jahr 2004 wurde er zum Spieler des Jahres der englischen Meisterschaft gewählt. Daraufhin war er auch Teil des Lions-Kaders bei der Tour nach Neuseeland. Er kam zwar zu keinem Einsatz gegen die neuseeländische Nationalmannschaft, jedoch spielte er regelmäßig in den inoffiziellen Spielen unterhalb der Woche und half dabei, in diesen Partien ungeschlagen zu bleiben.
In der Saison 2006/07 feierte er seine zehnte Spielzeit bei den Wasps mit dem Sieg im Heineken Cup. Er wurde folglich auch für die Weltmeisterschaft 2007 berufen, wo er in jedem Spiel zum Einsatz kam. Im Jahr 2009 wurde er von Ian McGeechan für die Südafrika-Tour der Lions nominiert, bereits seine dritte Lions-Tour.